# A.SAX
 (avril 2016).
L’A.SAX (pour Association des saxophonistes) est une association française de saxophonistes. Elle est née le 30 novembre 1996 de la fusion de deux associations déjà existantes, l’AsSaFra et l'APES.

## Mission
L’A.SAX s’intéresse à la diffusion et la promotion du saxophone, sous toutes ses formes. Elle encourage toutes les démarches musicales, en mettant l’accent sur leur transmission à travers la pédagogie. Elle suscite l’écriture d’œuvres nouvelles, informe sur celles qui sont publiées (partitions, disques), mais ne limite pas son domaine au « Saxophone Classique ». Elle favorise les rencontres entre des improvisateurs, des compositeurs, des interprètes ou des pédagogues, afin d’enrichir les points de vue et les démarches de chacun.

## Histoire
Tout commence avec l’AsSaFra (Association des Saxophonistes de France), fondée en 1971 par Jean-Marie Londeix, dont Marcel Mule accepta aussitôt le titre de Président d'Honneur.
Rapidement, l'AsSaFra est devenue « un partenaire représentatif face aux pouvoirs publics, en créant un courant d’échange et de sympathie dépassant largement nos frontières, entre saxophonistes mélomanes, amateurs et professionnels de toutes esthétiques, en permettant enfin à chacun de se sentir associer non seulement aux luttes, mais encore aux réussites de ses diverses entreprises »
C'est grâce à l’action de l’AsSaFra que le saxophone est aujourd'hui enseigné dans les Conservatoires en France.
« Sans que ce soit sa vocation, l’AsSaFra a participé également à la mise en place de divers concours instrumentaux […] et commandé ou suscité de nombreuses partitions didactiques ou de concert de tous niveaux. »
En septembre 1983, Serge Bichon crée l’A.P.E.S. (Association internationale pour l’essor du saxophone). Pendant 13 ans les deux associations vont cohabiter.
Le 30 novembre 1996, les deux associations A.P.E.S. et AsSaFra fusionnent. Les buts de cette nouvelle association s’inscrivent dans la continuité des précédentes :
- la promotion de la musique pour et avec saxophone(s) sous toutes des formes ;
- l’incitation à l’écriture et à la création d’œuvres pour ou avec saxophone(s) ;
- l’action culturelle grâce au saxophone dans tous les milieux sociaux ;
- la défense du saxophone et des saxophonistes.

### Quelques membres d'hier et d'aujourd'hui
- Jean-Marie Londeix (Fondateur)
- Marcel Mule (Président d'honneur)
- Claude Georgel (Président)
- Claude Delangle (Vice-président)
- Serge Bertocchi
- Carl-Emmanuel Fisbach (secrétaire)